# 长果水苦荬
长果水苦荬（学名：Veronica anagalloides）为車前草科婆婆纳属下的一个种。

## 扩展阅读
- 維基物種上的相關：长果水苦荬